# 唐鸿千
唐鸿千（1933年11月—），男，江苏无锡人，中国电力工程师，曾任江苏省电力设计院副院长、总工程师。第七、八、九届全国政协委员。